# Brumbach (Wüstung)
Brumbach ist eine Wüstung in der Nähe der Ortschaft Wippra im Landkreis Mansfeld-Südharz (Sachsen-Anhalt). Sie liegt etwa vier Kilometer nördlich von Grillenberg im Bereich der Pferdeköpfe. Spätestens 1430 fiel der Ort wüst. Etwas nördlich liegt im Tal der Wüstung heute noch das Forsthaus Brumbach.
Der Ort bestand schon vor 900 als Brunbach. Der Name ist bis mindestens ins 8. Jahrhundert nachzuweisen. Aus dem Jahr 1400 existieren urkundliche Belege für den Ort, der damals Brunbeke hieß. Offenbar ist der Ort nach dem Bach benannt worden. Ein weiterer nachgewiesener Name ist Branbeke.
In der Nähe durchfließt der Brumbach die Brumbachswiesen. Im Bereich der Wüstung wurde im Bereich der Brumbachswiesen, entsprechend dem Ergebnis der Flurbegehung, auf eine Melioration (Bodenverbesserung) bewusst verzichtet.
Die Wüstung ist im örtlichen Denkmalverzeichnis als Bodendenkmal eingetragen.
Die benachbarte Wüstung Hohenrode wurde in den 1930er Jahren archäologisch untersucht und gibt Einblicke in die Struktur der Siedlung.